# Regionální svazek obcí Bohdanečsko
Regionální svazek obcí Bohdanečsko je dobrovolný svazek obcí v okresu Pardubice, jeho sídlem jsou Lázně Bohdaneč a jeho cílem je spolupráce členských obcí při zajišťování všech životních potřeb občanů obcí svazku, spolupráce s˙jinými obcemi a svazky i zahraničními, propagace obcí a území svazku, hájení a prosazování společných zájmů obcí svazku, rozvoj území zaujímaného svazkem. Sdružuje celkem 20 obcí a byl založen v roce 2000.

## Obce sdružené v mikroregionu
- Bukovka
- Černá u Bohdanče
- Dolany
- Chýšť
- Křičeň
- Lázně Bohdaneč
- Malé Výkleky
- Neratov
- Plch
- Pravy
- Přelovice
- Rohovládova Bělá
- Rohoznice
- Rybitví
- Sopřeč
- Vlčí Habřina
- Voleč
- Vyšehněvice
- Žáravice
- Živanice